# Filistos

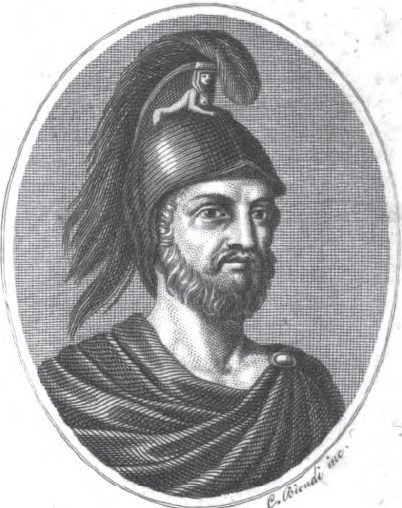
Filistos.

Filistos (grekiska Φιλιστος; latin Philistus), född omkring 433 f.Kr. i Syrakusa, död 356 f.Kr., var en grekisk statsman och historieskrivare. Han hjälpte sin släkting Dionysios den äldre att bli envåldshärskare i Syrakusa men råkade ut för dennes misstänksamhet och landsförvisades. Han återkallades av Dionysios den yngre för att hjälpa honom i kriget mot hans släkting Dion, men blev efter en förlorad sjödrabbning tillfångatagen och dödad eller berövade sig själv livet.
Under sin landsflykt författade Filistos ett, numera förlorat, historiskt verk om Siciliens historia (Sikelika) i 13 böcker, varvid Thukydides skall ha varit hans förebild. Fragment är samlade i Karl Otfried Müllers Fragmenta Historicorum Græcorum, Band I (Paris 1841; 1885)